# Fuchsia denticulata
Fuchsia denticulata werd voor het eerst beschreven in 1802 door Hipólito Ruiz en José A. Pavón. De plant komt voor in de nevelwouden van Peru en Bolivia op hoogten van 2 800 tot 3 500 m in vochtige habitats in de anders droge Pacifische hellingen van de Andes. Aan de oostelijke kant van de Andes komt een klimmende populatie voor in dicht vochtig kreupelhout. 

## Beschrijving
Het is een groenblijvende struik die één tot vier meter hoog wordt. Lianen die leunen op de omringende vegetatie bereiken wel 10 m hoogte. Het ellipsvormige blad is donkergroen met rode bladstengels en -nerven. Ze staan in kransen van drie. De heldere bloemen verschijnen vanuit bladoksels aan de uiteinden van de takken. Ze bloeien vrijwel het hele jaar, ook in de winter. De langwerpige bloesems hebben een feloranje bloemkroon en witte kelkblaadjes met felgroene uiteinden. De buis is kersenrood vervagend tot roze en bekroond met limoengroene meeldraden. Na de bloei maakt het paars fruit dat eetbaar is en mild zoet smaakt. Een tweede variant met een lichtroze kelk en felroze kroon is te onderscheiden door donkerrode vruchten die op langwerpige tonnetjes lijken. 

## Cultuur
Zoals de meeste fuchsia's geeft hij de voorkeur aan vochtige goed doorlatende grond en gefilterde zon of ochtendzon. De plant houdt van hoge luchtvochtigheid. Hij is niet winterhard, maar kan in een plantenbak worden gekweekt om bij kouder weer naar binnen te gaan. Vanwege zijn levendige kleur en buisvormige bloemen wordt Fuchsia denticulata veel bezocht door kolibries. 
... · 
F. arborescens · 
F. ×bacillaris · 
F. boliviana · 
F. excorticata · 
F. jimenezii · 
F. lycioides · 
F. magellanica · 
F. nigricans · 
F. pachyrrhiza · 
F. procumbens · 
F. simplicicaulis · 
F. splendens · 
F. tilletiana · 
...